# Zīnōn Michaīlidīs
Zīnōn Michaīlidīs (in greco Ζήνων Μιχαηλίδης?; fl. XIX secolo) è stato un tiratore a segno greco.

## Carriera
Partecipò alle gare di tiro a segno delle prime Olimpiadi moderne che si svolsero ad Atene. Prese parte alla rivoltella militare e alla carabina libera, senza risultati di rilievo.